# Cithaerias esmeralda
Cithaerias esmeralda – motyl dzienny z rodziny rusałkowatych (Nymphalidae). 
SystematykaGatunek ten opisał w 1845 roku Edward Doubleday pod nazwą Haetera esmeralda. Autor jako miejsce typowe wskazał stan Pará w Brazylii. Obecnie gatunek zaliczany jest do rodzaju Cithaerias. Niektórzy autorzy traktowali go jako podgatunek Cithaerias andromeda, ale w 2021 roku Carla Penz dokonała rewizji tego taksonu i przywróciła mu rangę osobnego gatunku. Za odmianę barwną C. esmeralda, a później za podgatunek C. andromeda bywał uznawany takson Cithaerias bandusia, który Penz także podniosła do rangi gatunku.
WyglądRozpiętość skrzydeł 5 cm. Ma prawie przezroczyste skrzydła, okrążone brązowymi żyłkami. Na tylnych skrzydłach różowy nalot i plamka oczna.
WystępowanieStan Pará w północnej Brazylii.